# Kanały wodne Polski

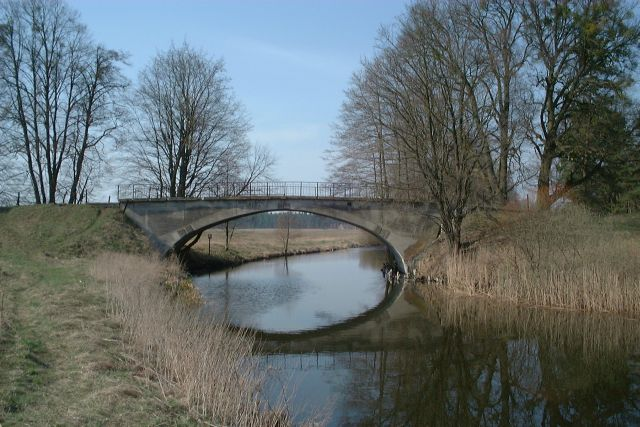
Kanał Elbląski

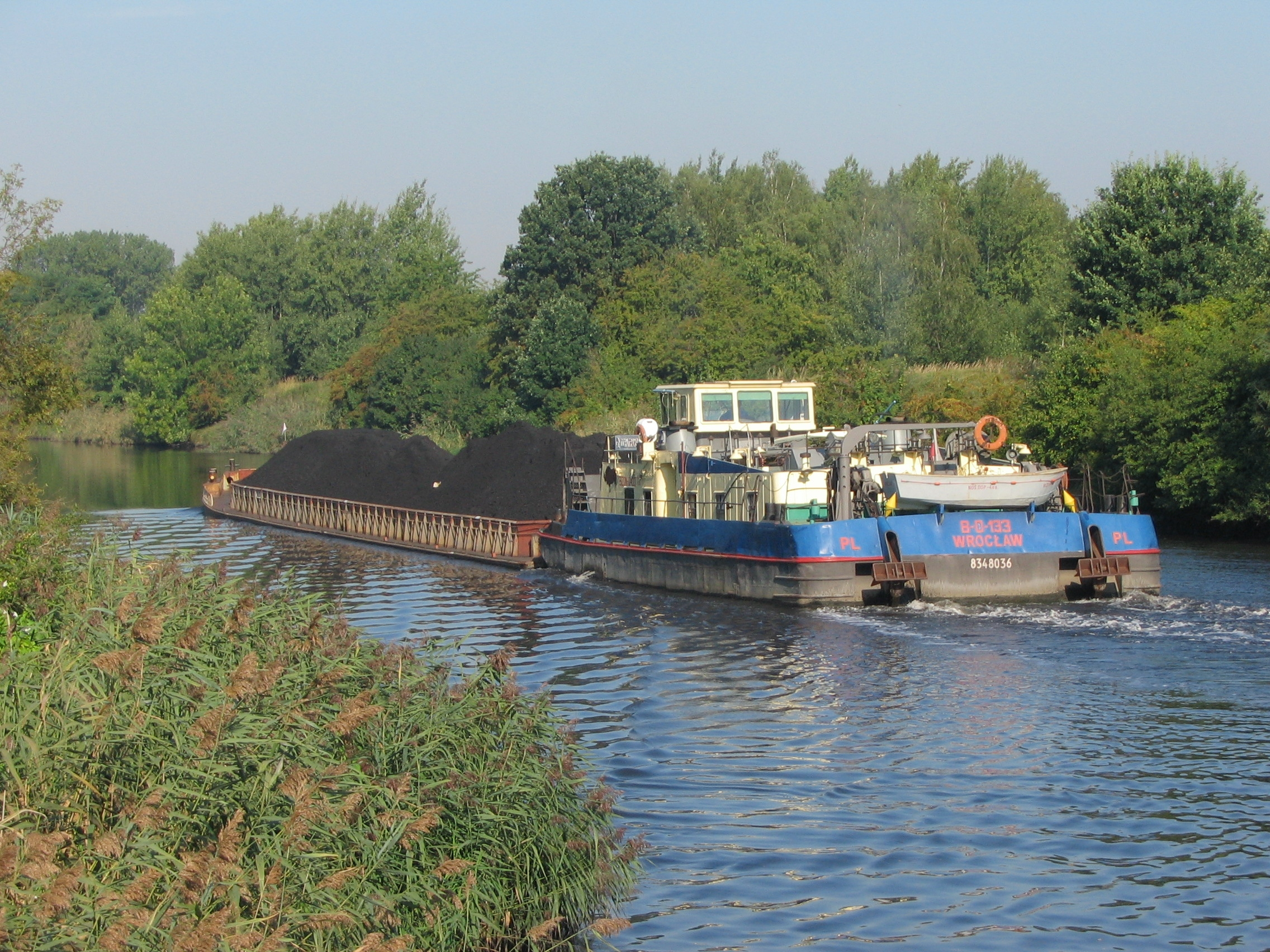
Kanał Gliwicki – Barka na kanale

Kanały wodne Polski – łączna długość sztucznych kanałów żeglownych w Polsce wynosi obecnie 440 km.
Najdłuższym kanałem w Polsce jest Kanał Wieprz-Krzna, liczący 140 km (nieżeglowny), przekopany w 1961 roku.

## Kanały śródlądowe
- Kanał Augustowski
- Kanał Bachorze
- Kanał Bernardyński
- Kanał Bródnowski
- Kanał Bydgoski
- Kanał Bystry
- Kanał Dobrzycki
- Kanał Ducki
- Kanał Elbląski
- Kanał Gliwicki
- Kanał Gocławski
- Kanał Górnonotecki
- Kanał Grabowski
- Kanał Grodzki
- Kanał Grunwaldzki (Lelecki)
- Kanał Iławski
- Kanał Jagielloński
- Kanał Jegliński
- Kanał Kaszubski
- Kanał Kędzierzyński
- Kanał Królewski
- Kanał Łączański
- Kanał Łuczański
- Kanał Mazurski
- Kanał Mieliński
- Młynówka Malborska
- Kanał Mosiński
- Kanał Niegociński
- Kanał Notecki
- Kanał Obrzański
- Kanał Piastowski
- Kanał Piękna Góra
- Kanał Portowy w Gdańsku
- Kanał przez Mierzeję Wiślaną
- Kanał Rybny
- Kanał Rypinkowski
- Kanał Sztynorcki
- Kanał Ślesiński
- Kanał Wieprz-Krzna
- Kanał Wrocławski
- Kanał Wystawowy
- Kanał Żerański
- Wielki Kanał Brdy
- Przekop Wisły
- Droga Wodna Górnej Wisły

## Kanały planowane
- Kanał Odra-Dunaj-Łaba